# Tainstvennyj ostrov
Tainstvennyj ostrov (Таинственный остров) è un film del 1941 diretto da Ėduard Adol'fovič Penclin.